# 1998–1999-es magyar jégkorongbajnokság
A 62. első osztályú jégkorong bajnokságban négy csapat indult el. A mérkőzéseket 1998. október 1. és 1999. április 30. között rendezték meg. A bajnokság Extra Liga néven került megrendezésre.

## Alapszakasz végeredménye
|    | Csapat      | M  | GY | D | V  | GK      | Pont |
| -- | ----------- | -- | -- | - | -- | ------- | ---- |
| 1. | Alba Volán  | 30 | 19 | 4 | 7  | 149-99  | 42   |
| 2. | Dunaferr    | 30 | 20 | 2 | 8  | 131-78  | 42   |
| 3. | Ferencváros | 30 | 9  | 4 | 17 | 115-141 | 22   |
| 4. | Újpesti TE  | 30 | 6  | 2 | 22 | 90-167  | 14   |

## Helyosztók
Alba Volán - Dunaferr 4-2 (3-2, 2-3, 2-3, 6-4, 3-1, 5-4)
Ferencvárosi TC - Újpesti TE 2-0 (4-2, 12-4)

## Bajnokság végeredménye
1. Alba Volán Riceland

2. Dunaferr SE

3. Ferencvárosi TC

4. Újpesti TE

## Az Alba Volán bajnokcsapata
Ancsin László, Budai Krisztián, Csibi József, Dunai István, Énekes Lajos, Feil Richárd, Fekete Szabolcs, Gebei Péter, Horváth Balázs, Horváth Csaba, Kangyal Balázs, Kovács György, Lvov Anatolij, Medvegyev Alexander, Marjin Aleksej, Ocskay Gábor, Palkovics Krisztián, Rajz Attila, Rajz Tamás, Sándor Szilárd, Szilassy Zoltán, Szuna Gábor, Szuna Roland, Tyimofejev Dmitrij, Zalavári Miklós

## A bajnokság különdíjasai
- A gólkirály: Ocskay Gábor (Alba Volán)
- A legjobb kapus: Bán Károly (UTE)
- A legjobb hátvéd: Szélig Viktor (Dunaferr)
- A legjobb csatár: Palkovics Krisztián (Alba Volán)
- A legjobb U18 játékos (Leveles Kupa): Jánosi Csaba (UTE)
- A legjobb újonc játékos (Kósa Kupa): Fekete Szabolcs (Alba Volán)
- A legtechnikásabb játékos (Miklós Kupa): Erdősi Péter (Dunaferr)
- A legjobb külföldi játékos: Vlad Svitek (FTC)
- A legjobb játékvezető: Árkovics Miklós

## Külső hivatkozások
- a Magyar Jégkorong Szövetség hivatalos honlapja